# Ligue des champions de la CAF 2018-2019
Navigation
Édition précédente Édition suivante
La Ligue des Champions de la CAF 2018-2019 (officiellement la Total Ligue des Champions de la CAF 2018-2019 pour des raisons de parrainage) est la 55e édition de la plus importante compétition africaine de clubs et la 23e édition dans le format actuel de Ligue des champions de la CAF.
Elle oppose 57 des meilleurs clubs africains qui se sont illustrés dans leurs championnats respectifs la saison précédente. L'édition se déroule désormais à cheval sur deux années civiles, de décembre 2018 à mai 2019, sur décision du comité exécutif de la CAF en juillet 2017.
Le vainqueur est le club tunisien de l'ES Tunis, qui a battu le Wydad AC au match retour 1-0 après que l'équipe Casablancaise se voit refuser le but de l’égalisation à cause de la VAR qui ne fonctionnait pas, ce dysfonctionnement a causé l'abandon volontaire du Wydad AC qui ont refusé de terminer la rencontre , et un match aller 1-1, et décroche ainsi le quatrième titre de son histoire. Il se qualifie pour la Supercoupe de la CAF face au vainqueur de la Coupe de la confédération 2018-2019, ainsi qu'à la Coupe du monde des clubs de la FIFA 2019.

## Participants
- Théoriquement, jusqu'à 56 fédérations membres de la CAF peuvent entrer dans la CAF Champions League 2018-2019.
- Les 12 pays les mieux classés en fonction du « Classement 5-Year de la CAF » peuvent inscrire 2 clubs par compétition. Pour la compétition de cette année cela prend en compte les années situées entre 2013 et 2017.
- 57 clubs (46 champions + 11 vice-champions) ont pu entrer dans le tournoi. 10 fédérations n'ont pas pu inscrire un club dans la compétition (Bénin, Cap-Vert, Érythrée, Ghana, La Réunion, Iles Maurice, Guinée-Bissau, Sao Tomé-et-Principe, Sierra Leone, Somalie).

Ci-dessous le schéma de qualification pour la compétition. Les nations sont affichées en fonction de leur Classement 5-Year de la CAF :
| Fédération                                                                 | Club                                                | Classement                                            |
| Fédérations avec deux représentants (Classées 1-12)                        | Fédérations avec deux représentants (Classées 1-12) | Fédérations avec deux représentants (Classées 1-12)   |
| -------------------------------------------------------------------------- | --------------------------------------------------- | ----------------------------------------------------- |
| Tunisie 1er - 116 pts                                                      | ES Tunis                                            | Champion de Tunisie 2017-2018                         |
| Tunisie 1er - 116 pts                                                      | Club africain                                       | Vice-champion de Tunisie 2017-2018                    |
| Égypte 2e - 106.5 pts                                                      | Al Ahly SC                                          | Champion d'Égypte 2017-2018                           |
| Égypte 2e - 106.5 pts                                                      | Ismaily SC                                          | Vice-champion d'Égypte 2017-2018                      |
| RD Congo 3e - 90 pts                                                       | AS Vita Club                                        | Champion de RD du Congo 2017-2018                     |
| RD Congo 3e - 90 pts                                                       | TP Mazembe                                          | Vice-champion de RD du Congo 2017-2018                |
| Maroc 4e - 84 pts                                                          | IR Tanger                                           | Champion du Maroc 2017-2018                           |
| Maroc 4e - 84 pts                                                          | Wydad AC                                            | Vice-champion du Maroc 2017-2018                      |
| Algérie 5e - 82.5 pts                                                      | CS Constantine                                      | Champion d'Algérie 2017-2018                          |
| Algérie 5e - 82.5 pts                                                      | JS Saoura                                           | Vice-Champion d'Algérie 2017-2018                     |
| Afrique du Sud 6e - 78.5 pts                                               | Mamelodi Sundowns                                   | Champion d'Afrique du Sud 2017-2018                   |
| Afrique du Sud 6e - 78.5 pts                                               | Orlando Pirates                                     | Vice-champion d'Afrique du Sud 2017-2018              |
| Soudan 7e - 53 pts                                                         | Al Hilal                                            | Champion du Soudan 2018                               |
| Soudan 7e - 53 pts                                                         | Al Merreikh                                         | Vice-champion du Soudan 2018                          |
| Zambie 8e - 38 pts                                                         | Zanaco FC                                           | Champion de Zambie 2018                               |
| Zambie 8e - 38 pts                                                         | Nkana FC                                            | Vice-champion de Zambie 2018                          |
| Libye 9e - 19 pts                                                          | Al Nasr                                             | Champion de Libye 2017-2018                           |
| Libye 9e - 19 pts                                                          | Al Ahly Benghazi                                    | Vice-champion de Libye 2017-2018                      |
| Cameroun 10e - 15 pts                                                      | Coton Sport                                         | Champion du Cameroun 2018                             |
| Cameroun 10e - 15 pts                                                      | UMS de Loum                                         | Vice-champion du Cameroun 2018                        |
| Côte d'Ivoire 10e - 15 pts                                                 | ASEC Mimosas                                        | Champion de Côte d'Ivoire 2017-2018                   |
| Côte d'Ivoire 10e - 15 pts                                                 | SC Gagnoa                                           | Vice-champion de Côte d'Ivoire 2017-2018              |
| Mozambique 10e - 15 pts                                                    | UD Songo                                            | Champion du Mozambique 2018                           |
| Mozambique 10e - 15 pts                                                    | Pas de second club engagé                           |                                                       |
| Fédérations avec un seul représentant (Classées plus bas que la 12e place) |                                                     |                                                       |
| Éthiopie 13e - 10.5 pts                                                    | Jimma Aba Jifar FC                                  | Champion d'Éthiopie 2017-2018                         |
| Nigeria 13e - 10.5 pts                                                     | Lobi Stars                                          | Champion du Nigeria 2018                              |
| République du Congo 15e - 10 pts                                           | AS Otohô                                            | Champion du Congo 2018                                |
| Mali 16e - 8 pts                                                           | Stade Malien                                        | Champion du Mali 2016                                 |
| Angola 17e - 6 pts                                                         | Primeiro de Agosto                                  | Champion d'Angola 2018                                |
| Guinée 18e - 5 pts                                                         | Horoya AC                                           | Champion de Guinée 2017-2018                          |
| Swaziland 18e - 5 pts                                                      | Mbabane Swallows FC                                 | Champion du Swaziland 2017-2018                       |
| Ouganda 18e - 5 pts                                                        | Vipers SC                                           | Champion d'Ouganda 2017-2018                          |
| Zimbabwe 18e - 5 pts                                                       | FC Platinum                                         | Champion du Zimbabwe 2018                             |
| Ghana 22e - 4 pts                                                          | Aucun club engagé                                   | Aucun club engagé                                     |
| Gabon 23e - 2.5 pts                                                        | AS Mangasport                                       | Champion du Gabon 2017-2018                           |
| Tanzanie 24e - 2 pts                                                       | Simba SC                                            | Champion de Tanzanie 2017-2018                        |
| Bénin                                                                      | Pas de championnat disputé la saison précédente     | Pas de championnat disputé la saison précédente       |
| Botswana                                                                   | Township Rollers                                    | Champion du Botswana 2017-2018                        |
| Burkina Faso                                                               | ASF Bobo Dioulasso                                  | Champion du Burkina Faso 2017-2018                    |
| Burundi                                                                    | Le Messager FC Ngozi                                | Champion du Burundi 2017-2018                         |
| Cap-Vert                                                                   | Aucun club engagé                                   | Aucun club engagé                                     |
| République centrafricaine                                                  | Stade Centrafricaine                                | Champion de République Centrafricaine 2018            |
| Tchad                                                                      | Elect-Sport FC                                      | Champion du Tchad 2018                                |
| Comores                                                                    | Volcan Club                                         | Champion des Comores 2018                             |
| Djibouti                                                                   | AS Ali Sabieh                                       | Champion de Djibouti 2017-2018                        |
| Guinée équatoriale                                                         | Leones Vegetarianos                                 | Champion de Guinée-équatoriale 2018                   |
| Érythrée                                                                   | Aucun club engagé                                   | Aucun club engagé                                     |
| Gambie                                                                     | Gamtel Football Club                                | Champion de Gambie 2017-2018                          |
| Guinée-Bissau                                                              | Sport Bissau e Benfica                              | Champion de Guinée-Bissau 2017-2018                   |
| Kenya                                                                      | Gor Mahia FC                                        | Champion du Kenya 2018                                |
| Lesotho                                                                    | Bantu FC                                            | Champion du Lesotho 2017-2018                         |
| Liberia                                                                    | Barrack Young Controllers FC                        | Champion du Liberia 2018                              |
| Madagascar                                                                 | CNAPS Sport                                         | Champion de Madagascar 2018                           |
| Malawi                                                                     | FC Bullets                                          | Champion du Malawi 2018                               |
| Mauritanie                                                                 | FC Nouadhibou                                       | Champion de Mauritanie 2017-2018                      |
| Maurice                                                                    | Pamplemousses SC                                    | Champion de Maurice 2017-2018                         |
| Namibie                                                                    | African Stars                                       | Champion de Namibie 2017-2018                         |
| Niger                                                                      | AS SONIDEP                                          | Champion du Niger 2017-2018                           |
| La Réunion                                                                 | Aucun club engagé                                   | Aucun club engagé                                     |
| Rwanda                                                                     | APR FC                                              | Champion du Rwanda 2017-2018                          |
| Sao Tomé-et-Principe                                                       | Aucun club engagé                                   | Aucun club engagé                                     |
| Sénégal                                                                    | ASC Diaraf                                          | Champion du Sénégal 2017-2018                         |
| Seychelles                                                                 | Light Stars FC                                      | Vainqueur de la Coupe de la Ligue des Seychelles 2018 |
| Sierra Leone                                                               | Pas de championnat disputé la saison précédente     | Pas de championnat disputé la saison précédente       |
| Somalie                                                                    | Aucun club engagé                                   | Aucun club engagé                                     |
| Soudan du Sud                                                              | Al Hilal Wau FC                                     | Champion de Soudan du Sud 2018                        |
| Togo                                                                       | US Koroki                                           | Champion du Togo 2017-2018                            |
| Zanzibar                                                                   | JKU SC                                              | Champion de Zanzibar 2018                             |

Notes
- TT : Tenant du titre

## Calendrier
Voici le calendrier officiel publié sur le site Internet de la CAF.
| Nom                                             | Tirage au sort   | Match aller                                                          | Match retour                                                | Nombre de participants |
| ----------------------------------------------- | ---------------- | -------------------------------------------------------------------- | ----------------------------------------------------------- | ---------------------- |
| Tours de qualification (2018)                   |                  |                                                                      |                                                             |                        |
| Tour préliminaire                               | 3 novembre 2018  | 27, 28 novembre 2018                                                 | 4, 5 décembre 2018                                          | 56                     |
| Seizièmes de finale                             | 3 novembre 2018  | 14, 15, 16 décembre 2018                                             | 21, 22, 23 décembre 2018                                    | 32 (28+5)              |
| Phase de groupes (2019 )                        |                  |                                                                      |                                                             |                        |
| Journées 1 et 4 Journées 2 et 5 Journées 3 et 6 | 28 décembre 2018 | 11, 12, 13 janvier 2019 18, 19, 20 janvier 2019 1, 2, 3 février 2019 | 12, 13 février 2019 8, 9, 10 mars 2019 15, 16, 17 mars 2019 | 16                     |
| Phase finale (2019 )                            |                  |                                                                      |                                                             |                        |
| Quarts de finale                                | 20 mars 2019     | 5, 6, 7 avril 2019                                                   | 12, 13, 14 avril 2019                                       | 8                      |
| Demi-finales                                    | 20 mars 2019     | 26, 27, 28 avril 2019                                                | 3, 4, 5 mai 2019                                            | 4                      |
| Finale                                          | 20 mars 2019     | 24, 25 mai 2019                                                      | 31 mai, 1er juin 2019                                       | 2                      |

## Tours de qualification

### Tour préliminaire
Les matchs aller se jouent les 27 et 28 novembre 2018 alors que les matchs retour se jouent les 4 et 5 décembre 2018.
| Match | Équipe 1             | Résultat | Équipe 2                  | Aller | Retour | Tab   |
| ----- | -------------------- | -------- | ------------------------- | ----- | ------ | ----- |
| 1     | ASC Diaraf           | 1 - 1    | US Koroki                 | 1 - 0 | 0 - 1  | 4 - 2 |
| 2     | JS Saoura            | 2 - 0    | SC Gagnoa                 | 2 - 0 | 0 - 0  | -     |
| 3     | IR Tanger            | 1 - 0    | Elect-Sport               | 1 - 0 | 0 - 0  | -     |
| 4     | Le Messager FC Ngozi | 1 - 3    | Ismaily SC                | 0 - 1 | 1 - 2  | -     |
| 5     | ASF Bobo Dioulasso   | 4 - 4    | Coton Sport               | 3 - 1 | 1 - 3  | 3 - 5 |
| 6     | AS SONIDEP           | 1 - 5    | ZESCO United              | 1 - 2 | 0 - 3  | -     |
| 7     | Orlando Pirates      | 8 - 2    | Light Stars               | 5 - 1 | 3 - 1  | -     |
| 8     | Volcan Club          | 1 - 2    | African Stars             | 0 - 0 | 1 - 2  | -     |
| 9     | FC Nouadhibou        | 2 - 3    | Al Ahly Benghazi          | 2 - 1 | 0 - 2  | -     |
| 10    | Leones Vegetarianos  | 1 - 7    | Mamelodi Sundowns         | 0 - 2 | 1 - 5  | -     |
| 11    | Gor Mahia            | 1 - 1    | Nyasa Big Bullets         | 1 - 0 | 0 - 1  | 4 - 2 |
| 12    | UMS de Loum          | 1 - 2    | Lobi Stars                | 1 - 0 | 0 - 2  | -     |
| 13    | UD Songo             | 1 - 3    | Nkana FC                  | 1 - 2 | 0 - 1  | -     |
| 14    | Simba SC             | 8 - 1    | Mbabane Swallows          | 4 - 1 | 4 - 0  | -     |
| 15    | AS Ali Sabieh        | 3 - 5    | Jimma Aba Jifar FC        | 1 - 3 | 2 - 2  | -     |
| 16    | CS Constantine       | 1 - 0    | Gamtel FC                 | 0 - 0 | 1 - 0  | -     |
| 17    | Al Merrikh           | 2 - 2    | Vipers SC                 | 2 - 1 | 0 - 1  | -     |
| 18    | Stade Centrafricaine | 0 - 5    | Stade Malien              | 0 - 1 | 0 - 4  | -     |
| 19    | ASEC Mimosas         | 1 - 0    | AS Mangasport             | 1 - 0 | 0 - 0  | -     |
| 20    | Township Rollers     | 2 - 2    | Bantu FC                  | 1 - 1 | 1 - 1  | 2 - 4 |
| 21    | APR FC               | 1 - 3    | Club Africain             | 0 - 0 | 1 - 3  | -     |
| 22    | Al Hilal             | 6 - 0    | JKU SC                    | 4 - 0 | 2 - 0  | -     |
| 23    | Al Nasr Benghazi     | 9 - 3    | Al Hilal Juba             | 5 - 1 | 4 - 2  | -     |
| 24    | Horoya AC            | 2 - 0    | Barrack Young Controllers | 1 - 0 | 1 - 0  | -     |
| 25    | Primeiro de Agosto   | 4 - 4    | AS Otohô                  | 4 - 2 | 0 - 2  | -     |
| 26    | CNaPS Sport          | 1 - 2    | FC Platinum               | 1 - 1 | 0 - 1  | -     |

### Premier tour
Les quinze vainqueurs du premier tour sont rejoints par le tenant du titre, l'ES Tunis, et sont qualifiés pour la phase de poule, les perdants sont reversés dans le deuxième tour de la Coupe de la confédération 2018-2019.
| Match | Équipe 1         | Résultat | Équipe 2           | Aller | Retour | Tab |
| ----- | ---------------- | -------- | ------------------ | ----- | ------ | --- |
| 1     | Wydad AC         | 3 - 3    | ASC Diaraf         | 2 - 0 | 1 - 3  | -   |
| 2     | JS Saoura        | 2 - 1    | IR Tanger          | 2 - 0 | 0 - 1  | -   |
| 3     | Ismaily SC       | 3 - 2    | Coton Sport        | 2 - 0 | 1 - 2  | -   |
| 4     | TP Mazembe       | 2 - 1    | ZESCO United       | 1 - 0 | 1 - 1  | -   |
| 5     | Orlando Pirates  | 1 - 0    | African Stars      | 0 - 0 | 1 - 0  | -   |
| 6     | Al Ahly Benghazi | 0 - 4    | Mamelodi Sundowns  | 0 - 0 | 0 - 4  | -   |
| 7     | Gor Mahia        | 3 - 3    | Lobi Stars         | 3 - 1 | 0 - 2  | -   |
| 8     | Nkana FC         | 3 - 4    | Simba SC           | 2 - 1 | 1 - 3  | -   |
| 9     | Al Ahly SC       | 2 - 1    | Jimma Aba Jifar FC | 2 - 0 | 0 - 1  | -   |
| 10    | CS Constantine   | 3 - 0    | Vipers SC          | 1 - 0 | 2 - 0  | -   |
| 11    | Stade Malien     | 0 - 2    | ASEC Mimosas       | 0 - 1 | 0 - 1  | -   |
| 12    | AS Vita Club     | 5 - 2    | Bantu FC           | 4 - 1 | 1 - 1  | -   |
| 13    | Club Africain    | 3 - 2    | Al Hilal           | 3 - 1 | 0 - 1  | -   |
| 14    | Al Nasr Benghazi | 5 - 6    | Horoya AC          | 3 - 0 | 2 - 6  | -   |
| 15    | AS Otohô         | 1 - 1    | FC Platinum        | 1 - 1 | 0 - 0  | -   |

## Phase de poules
ES Tunis
Club africain
Le tirage au sort se déroule au Caire le 28 décembre 2018 à 18:00 heure locale.
Légende des classements
- Qualifié pour les quarts de finale

Légende des résultats
- Victoire à domicile
- Match nul
- Victoire à l'extérieur

| Chapeau 1    | Chapeau 1 | Chapeau 2           | Chapeau 2 | Chapeau 3        | Chapeau 3 | Chapeau 4     | Chapeau 4 |
| ------------ | --------- | ------------------- | --------- | ---------------- | --------- | ------------- | --------- |
| TP Mazembe   | 66 pts    | Mamelodi Sundowns C | 40 pts    | ASEC Mimosas C   | 8.5 pts   | Ismaily SC    | 0 pts     |
| Al Ahly SC C | 62 pts    | AS Vita Club C      | 29 pts    | Orlando Pirates  | 8 pts     | Lobi Stars C  | 0 pts     |
| Wydad AC     | 51 pts    | Horoya AC C         | 19 pts    | Simba SC C       | 0 pts     | FC Platinum C | 0 pts     |
| ES Tunis C T | 45 pts    | Club africain       | 12 pts    | CS Constantine C | 0 pts     | JS Saoura     | 0 pts     |

Notes
T : Tenant du titre

C : Champion national

### Groupe A
| Rang | Équipe            | Pts | J | G | N | P | Bp | Bc | Diff |  | Résultats (▼ dom., ► ext.) |     |     |     |     |
| ---- | ----------------- | --- | - | - | - | - | -- | -- | ---- |  | -------------------------- | --- | --- | --- | --- |
| 1    | Wydad AC          | 10  | 6 | 3 | 1 | 2 | 8  | 6  | +2   |  | Wydad AC                   |     | 1-0 | 0-0 | 5-2 |
| 2    | Mamelodi Sundowns | 10  | 6 | 3 | 1 | 2 | 9  | 5  | +4   |  | Mamelodi Sundowns          | 2-1 |     | 3-0 | 3-1 |
| 3    | Lobi Stars        | 7   | 6 | 2 | 1 | 3 | 4  | 6  | -2   |  | Lobi Stars                 | 0-1 | 2-1 |     | 2-0 |
| 4    | ASEC Mimosas      | 7   | 6 | 2 | 1 | 3 | 6  | 10 | -4   |  | ASEC Mimosas               | 2-0 | 0-0 | 1-0 |     |

### Groupe B
| Rang | Équipe          | Pts | J | G | N | P | Bp | Bc | Diff |  | Résultats (▼ dom., ► ext.) |     |     |     |     |
| ---- | --------------- | --- | - | - | - | - | -- | -- | ---- |  | -------------------------- | --- | --- | --- | --- |
| 1    | ES Tunis        | 14  | 6 | 4 | 2 | 0 | 9  | 2  | +7   |  | ES Tunis                   |     | 2-0 | 2-0 | 2-0 |
| 2    | Horoya AC       | 10  | 6 | 3 | 1 | 2 | 6  | 7  | -1   |  | Horoya AC                  | 1-1 |     | 2-1 | 2-0 |
| 3    | Orlando Pirates | 6   | 6 | 1 | 3 | 2 | 6  | 6  | 0    |  | Orlando Pirates            | 0-0 | 3-0 |     | 2-2 |
| 4    | FC Platinum     | 2   | 6 | 0 | 2 | 4 | 3  | 9  | -6   |  | FC Platinum                | 1-2 | 0-1 | 0-0 |     |

### Groupe C
| Rang | Équipe         | Pts | J | G | N | P | Bp | Bc | Diff |  | Résultats (▼ dom., ► ext.) |     |     |      |     |
| ---- | -------------- | --- | - | - | - | - | -- | -- | ---- |  | -------------------------- | --- | --- | ---- | --- |
| 1    | TP Mazembe     | 11  | 6 | 3 | 2 | 1 | 13 | 4  | +9   |  | TP Mazembe                 |     | 2-0 | 8-0  | 2-0 |
| 2    | CS Constantine | 10  | 6 | 3 | 1 | 2 | 8  | 6  | +2   |  | CS Constantine             | 3-0 |     | 0-1  | 3-2 |
| 3    | Club africain  | 10  | 6 | 3 | 1 | 2 | 5  | 9  | -4   |  | Club africain              | 0-0 | 0-1 |      | 1-0 |
| 4    | Ismaily SC     | 2   | 6 | 0 | 2 | 4 | 4  | 11 | -7   |  | Ismaily SC                 | 1-1 | 1-1 | 0-3* |     |

- L'Ismaily SC est disqualifié de la compétition à la suite des incidents survenus lors du match comptant pour la deuxième journée contre le Club africain.

Le 10 février 2019 la CAF via sa commission de recours a trouvé l'appel d'Al Ismaily recevable et ordonne sa réintégration au groupe C, le match Ismaily - Club Africain est validé 0-3 (score initial 1-2, match arrêté à la 83e minute).

### Groupe D
| Rang | Équipe       | Pts | J | G | N | P | Bp | Bc | Diff |  | Résultats (▼ dom., ► ext.) |     |     |     |     |
| ---- | ------------ | --- | - | - | - | - | -- | -- | ---- |  | -------------------------- | --- | --- | --- | --- |
| 1    | Al Ahly SC   | 10  | 6 | 3 | 1 | 2 | 11 | 3  | +8   |  | Al Ahly SC                 |     | 5-0 | 3-0 | 2-0 |
| 2    | Simba SC     | 9   | 6 | 3 | 0 | 3 | 6  | 13 | -7   |  | Simba SC                   | 1-0 |     | 3-0 | 2-1 |
| 3    | JS Saoura    | 8   | 6 | 2 | 2 | 2 | 6  | 9  | -3   |  | JS Saoura                  | 1-1 | 2-0 |     | 1-0 |
| 4    | AS Vita Club | 7   | 6 | 2 | 1 | 3 | 9  | 7  | +2   |  | AS Vita Club               | 1-0 | 5-0 | 2-2 |     |

## Phase finale

### Qualification et tirage au sort
Les quatre premiers et les quatre deuxièmes de chaque groupe participent à 
la phase finale, qui débute par les quarts de finale. En cas d'égalité entre deux ou plusieurs équipes, le classement est déterminé d'abord par la différence de points particulière entre les équipes à égalité puis la différence de buts particulière. Les premiers 
sont têtes de série et reçoivent pour le match retour contrairement aux deuxièmes.
| Groupe | 1er de groupe – Tête de série | 2e de groupe – Non-tête de série |
| ------ | ----------------------------- | -------------------------------- |
| A      | Wydad AC                      | Mamelodi Sundowns                |
| B      | ES Tunis                      | Horoya AC                        |
| C      | TP Mazembe                    | CS Constantine                   |
| D      | Al Ahly SC                    | Simba SC                         |

### Quart de finale
| Équipe            | Aller | Total | Retour | Équipe     |
| ----------------- | ----- | ----- | ------ | ---------- |
| CS Constantine    | 2 - 3 | 3 - 6 | 1 - 3  | ES Tunis   |
| Mamelodi Sundowns | 5 - 0 | 5 - 1 | 0 - 1  | Al Ahly SC |
| Horoya AC         | 0 - 0 | 0 - 5 | 0 - 5  | Wydad AC   |
| Simba SC          | 0 - 0 | 1 - 4 | 1 - 4  | TP Mazembe |

### Demi-finales
| Équipe   | Aller | Total | Retour | Équipe            |
| -------- | ----- | ----- | ------ | ----------------- |
| Wydad AC | 2 - 1 | 2 - 1 | 0 - 0  | Mamelodi Sundowns |
| ES Tunis | 1 - 0 | 1 - 0 | 0 - 0  | TP Mazembe        |

### Finale
Lors du match retour à Tunis le vendredi 31 mai 2019, alors que le Wydad est mené (0-1), les joueurs marocains arrêteront le match après avoir contesté une décision arbitrale refusant un but valide des Casablancais jugé hors-jeu par l'arbitre. La VAR prévue initialement ayant été désactivée en début de match rencontre une vive contestation de l’équipe marocaine. La CAF donnera la victoire au Wydad avant de décider finalement de faire rejouer la finale sur un terrain neutre après la Coupe d'Afrique des nations 2019 se déroulant en Égypte.
Le 10 juin, après avoir reçu la décision écrite de la CAF, l'espérance de tunis annonce qu'il conteste la décision de rejouer le match et saisit le Tribunal arbitral du sport (TAS). Le 31 juillet, ce dernier annule la décision du comité exécutif de la CAF.
Le 7 août, la CAF sanctionne le Wydad AC pour l'arrêt du match et laisse ainsi le titre à l'ES Tunis, décision sur laquelle le TAS est encore appelé à statuer, le Tribunal arbitral du sport (TAS) a rejeté le 18 septembre l'appel du Wydad AC, qui avait contesté la décision de la CAF d'attribuer la Ligue des Champions africaine 2018-2019 à l'ES Tunis. Le club tunisien est officiellement le vainqueur du titre.
| Équipe   | Aller | Total | Retour | Équipe   |
| -------- | ----- | ----- | ------ | -------- |
| Wydad AC | 1 - 1 | 1 - 2 | 0 - 1  | ES Tunis |

### Tableau final
|  | Quarts de finale  | Quarts de finale  | Quarts de finale  | Quarts de finale  |          |          | Demi-finales | Demi-finales | Demi-finales | Demi-finales |  |  | Finale                     | Finale | Finale | Finale |
|  |                   |                   |                   |                   |          |          |              |              |              |              |  |  |                            |        |        |        |
|  |                   |                   |                   |                   |          |          |              |              |              |              |  |  | 24 mai 2019 / 31 mai 2019, |        |        |        |
|  |                   |                   |                   |                   |          |          |              |              |              |              |  |  |                            |        |        |        |
|  | Horoya AC         | Horoya AC         | 0                 | 0                 |          |          |              |              |              |              |  |  |                            |        |        |        |
|  | Horoya AC         | Horoya AC         | 0                 | 0                 |          |          |              |              |              |              |  |  |                            |        |        |        |
|  | Wydad AC          | Wydad AC          | 0                 | 5                 |          |          |              |              |              |              |  |  |                            |        |        |        |
|  | Wydad AC          | Wydad AC          | 0                 | 5                 | Wydad AC | Wydad AC | 2            | 0            |              |              |  |  |                            |        |        |        |
|  |                   |                   |                   |                   | Wydad AC | Wydad AC | 2            | 0            |              |              |  |  |                            |        |        |        |
|  |                   |                   | Mamelodi Sundowns | Mamelodi Sundowns | 1        | 0        |              |              |              |              |  |  |                            |        |        |        |
|  | Mamelodi Sundowns | Mamelodi Sundowns | Mamelodi Sundowns | Mamelodi Sundowns | 1        | 0        | 5            | 0            |              |              |  |  |                            |        |        |        |
|  | Mamelodi Sundowns | Mamelodi Sundowns |                   |                   |          |          |              | 0            |              |              |  |  |                            |        |        |        |
|  | Al Ahly SC        | Al Ahly SC        | 0                 | 1                 |          |          |              |              |              |              |  |  |                            |        |        |        |
|  | Al Ahly SC        | Al Ahly SC        | 0                 | 1                 | Wydad AC | Wydad AC | 1            | 0            |              |              |  |  |                            |        |        |        |
|  |                   |                   |                   |                   | Wydad AC | Wydad AC | 1            | 0            |              |              |  |  |                            |        |        |        |
|  |                   |                   | ES Tunis          | ES Tunis          | 1        | 1        |              |              |              |              |  |  |                            |        |        |        |
|  | CS Constantine    | CS Constantine    | ES Tunis          | ES Tunis          | 1        | 1        | 2            | 1            |              |              |  |  |                            |        |        |        |
|  | CS Constantine    | CS Constantine    |                   |                   |          |          |              |              |              |              |  |  |                            |        |        |        |
|  | ES Tunis          | ES Tunis          | 3                 | 3                 |          |          |              |              |              |              |  |  |                            |        |        |        |
|  | ES Tunis          | ES Tunis          | 3                 | 3                 | ES Tunis | ES Tunis | 1            | 0            |              |              |  |  |                            |        |        |        |
|  |                   |                   |                   |                   | ES Tunis | ES Tunis | 1            | 0            |              |              |  |  |                            |        |        |        |
|  |                   |                   | TP Mazembe        | TP Mazembe        | 0        | 0        |              |              |              |              |  |  |                            |        |        |        |
|  | Simba SC          | Simba SC          | TP Mazembe        | TP Mazembe        | 0        | 0        | 0            | 1            |              |              |  |  |                            |        |        |        |
|  | Simba SC          | Simba SC          |                   |                   |          |          |              | 1            |              |              |  |  |                            |        |        |        |
|  | TP Mazembe        | TP Mazembe        | 0                 | 4                 |          |          |              |              |              |              |  |  |                            |        |        |        |
|  | TP Mazembe        | TP Mazembe        | 0                 | 4                 |          |          |              |              |              |              |  |  |                            |        |        |        |
|  |                   |                   |                   |                   |          |          |              |              |              |              |  |  |                            |        |        |        |

## Vainqueur
| Ligue des champions de la CAF Vainqueur 2018-2019 |
| ------------------------------------------------- |
| ES Tunis Quatrième titre                          |